# Esa Lehikoinen
Esa Lehikoinen (* 17. April 1986 in Joensuu) ist ein ehemaliger finnischer Eishockeyspieler, der vor allem bei Jokipojat (JoKP) in der Mestis aktiv war. Darüber hinaus spielte er für Lukko in der SM-liiga und die Kassel Huskies in der DEL2.

## Karriere
Esa Lehikoinen begann seine Karriere als Eishockeyspieler in seiner Heimatstadt in der Nachwuchsabteilung von Jokipojat, für dessen erste Mannschaft er in der Saison 2003/04 sein Debüt in der drittklassigen Suomi-sarja gab. In seinem Rookiejahr gelang dem Verteidiger mit seiner Mannschaft auf Anhieb als Drittligameister der Aufstieg in die Mestis, die zweite finnische Spielklasse. In dieser war er weitere zwei Jahre lang für Jokipojat aktiv, wobei er in der Saison 2005/06 zudem in vier Spielen als Leihspieler für die finnische U20-Nationalmannschaft in der Mestis auf dem Eis stand. Anschließend schloss er sich Lukko Rauma aus der SM-liiga an, kam in der Saison 2006/07 jedoch hauptsächlich in der A-Junioren-Mannschaft von Lukko und zudem leihweise in vier Spielen für seinen Heimatverein, den Zweitligisten Jokipojat, zum Einsatz.
Von 2007 bis 2009 war Lehikoinen Stammspieler in der Profimannschaft von Lukko Rauma. Daraufhin unterschrieb er zur Saison 2009/10 einen Vertrag bei BK Mladá Boleslav aus der tschechischen Extraliga. Weitere Stationen waren KooKoo und Vaasan Sport in Finnland sowie die Kassel Huskies aus der DEL2. Zwischen 2016 und 2022 spielte er erneut für seinen Heimatverein JoKP, ehe er seine Karriere beendete.

## Erfolge und Auszeichnungen
- 2004 Meister der Suomi-sarja und Aufstieg in die Mestis mit Jokipojat
- 2021 Second All-Star Team der Mestis

## Statistik
(Stand: Ende der Saison 2021/22)